# Karolina Protsenko
Karolina Mykolayivna Protsenko (pronunciación en ucraniano: /kˌaɹəlˈiːnə pɹətsˈɛŋkə͡ʊ/; Kiev, 3 de octubre de 2008), más conocida como Karolina Protsenko y Karolina Rose, es una violinista, cantante, compositora y pianista estadounidense de origen ucraniano, residente en el Área del Gran Los Ángeles, California, Estados Unidos. Sus habilidades musicales le han conferido una gran popularidad como personalidad de internet. 
En su niñez más temprana, Protsenko mostró una capacidad prodigiosa en el dominio del violín. Con tan solo nueve años, Protsenko ganó notoriedad al interpretar distintos tipos de música en las calles. Es considerada una celebridad por sus interpretaciones de música popular y clásica, tanto individualmente como en colaboración con otros artistas.

## Biografía

### Familia
Su padre, Nikolay, (Kiev, 11 de enero de 1986) estudió educación en la Universidad Pedagógica Drahamanov de su ciudad natal. El 27 de noviembre de 2005 contrajo matrimonio con Ella (de soltera Antoniuk), una joven socióloga, fotógrafa, instrumentista y cantante de origen ruso (28 de octubre de 1986). Tres años después, en 2008, nació su primera hija, Karolina, en la capital ucraniana. Debido al inicio de la guerra ruso-ucraniana a mediados de 2014, la familia se trasladó a Estados Unidos en enero de 2015. El 19 de abril de 2018 nació su segundo hijo, Leo y su tercer hijo, Nicholas, el 24 de diciembre de 2020, ambos en Estados Unidos.

### Primeros años de vida y actividad artística
En 2015, cuando tenía seis años, Protsenko comenzó a tomar lecciones de violín y dos años después empezó a realizar interpretaciones de canciones pop contemporáneas en las calles de Santa Mónica (California),al tiempo que formalizaba su aprendizaje clásico del violín con el Método Suzuki.Debido al talento musical y pedagógico de sus padres, Karolina comenzó a recibir clases tanto en su casa como con distintos maestros. A los diez años concluyó el libro 7 del Suzuki para violín e inició su educación clásica a cargo del concertino y profesor de la Escuela Colburn y la Universidad de Redlands, Sam Fischer.Además de sus clases particulares con Fischer, Protsenko es alumna de la Escuela Comunitaria de Colburn.
A los diez años de edad, Protsenko apareció en The Ellen DeGeneres Show y Access Hollywood. Colaboró con artistas y celebridades, tocando el violín y otros instrumentos, cantando y haciendo vlogs. La violinista y bailarina Lindsey Stirling reconoció su talento y la alentó a continuar con su trabajo, y posteriormente ambas hicieron una presentación televisiva juntas. A partir del año 2022, sus actuaciones al aire libre han incluido ocasionalmente canto y guitarra, acompañamiento en el piano por su madre, y colaboraciones con otros músicos. Asimismo, ha incorporado pasos de ballet y danza moderna en sus actuaciones al tiempo que toca el violín. Aunque su entrenamiento musical es clásico, ha afirmado que tiene un acervo de más de 250 canciones de pop, rock, y otros géneros, las cuales ha aprendido de oído, lo cual, asimismo, no impide mostrar también sus habilidades como violinista clásica .El 11 de noviembre de 2023, Protsenko ejecutó como solista el Concierto para Violín en mi menor, Op.64, de Felix Mendelssohn, acompañada por la Orchestra Nova de Los Ángeles, para el cual se preparó con sendas masterclasses con Ray Chen y Jennifer Koh en Colburn. El 2 de marzo de 2024 fue invitada a participar en la promoción de la temporada del musical Footloose en Burbank, incluyendo una presentación en la gala de la noche apertura acompañada de un grupo de bailarines adolescentes. El 29 de febrero de 2024 repitió su actuación del concierto para violín de Mendelssohn, esta vez acompañada por la orquesta Desert Symphony, con Fischer en el rol de concertino. Sus actuaciones han recibido cobertura de medios tradicionales y digitales a nivel mundial, ente los que destacan el Hindustan Times, de la India, y las especializadas en música Classic FM, del Reino Unido, y Radio Classique,de Francia. 

## Obra
En julio de 2018, Protsenko lanzó su propio álbum. En 2019 grabó doce canciones, entre ellas "Let It Go" de Frozen, "Fix You" de Coldplay y "Over the Rainbow". A este le seguirían cuatro CD más, el más reciente grabado en colaboración con el saxofonista italiano Daniele Vitale. Su música está disponible en las plataformas de streaming, como Apple Music, Spotify y Amazon Prime Music. El 14 de julio de 2025, en una transmisión en vivo a través de Instagram, anunció que Karolina Rose sería el nombre artístico por el que sería conocida en su faceta de cantante y compositora. Al mismo tiempo, el nombre de su principal canal de YouTube, Karolina Protsenko Violin, con 8.7 millones de suscriptores y 2,251 millones de vistas, cambió a Karolina Rose. El 15 de agosto de 2025, Protsenko publicó su primera canción totalmente original, "Advice", en su faceta de cantante-compositora. A julio de 2025, sus videos en YouTube, distribuidos en once canales musicales, de vlogs, viajes y vida familiar, tienen un recuento de 2.8 mil millones de vistas y 11.3 millones de suscriptores, así como 12 millones de seguidores en Facebook, 2.2 millones en Instagram, y 981 mil en TikTok.

## Vida personal
Protsenko habla con fluidez el ruso, su lengua materna, e inglés, y comprende y puede darse a entender en ucraniano. En distintos vlogs ha manifestado avance en el aprendizaje del español. Es vegetariana y evita las bebidas carbonatadas y la comida chatarra. Adicionalmente a su entrenamiento musical, perfecciona su canto, piano y ballet con tutores privados.
Protsenko y su familia publican frecuentemente interpretaciones al violín de música cristiana, interpretada en iglesias. Asimismo, la familia Protsenko se ha mostrado a favor a la causa ucraniana en la Guerra Ruso-Ucraniana, y ha organizado, apoyado y actuado en eventos a favor de la paz e interpretado el Himno Nacional Ucraniano a violín, piano, guitarra y percusiones.